# Jan Schmidt
Jan Schmidt (Prága, 1934. január 3. – 2019. szeptember 27.) cseh filmrendező, forgatókönyvíró.

## Filmjei
- Auta bez domova (1959, rövidfilm, forgatókönyvíró is)
- Cesta domů (1960, rövidfilm)
- Černobílá Sylva (1961, rövidfilm)
- Postava k podpírání (1963, rövidfilm, forgatókönyvíró is)
- Világvége az Ózon hotelben (Konec srpna v hotelu Ozón) (1967)
- A lanfieri kolónia (Kolonie Lanfieri) (1969, forgatókönyvíró is)
- Luk královny Dorotky (1971, forgatókönyvíró is)
- Vodník a Zuzana (1974, tv-film)
- Siroty (1974, tv-film)
- A legszebb szemű menyasszony (Nevěsta s nejkrásnějšíma očima) (1976)
- Osada Havranů (1978)
- Na veliké řece (1978)
- Volání rodu (1979)
- Koncert (1981, forgatókönyvíró is)
- Smrt talentovaného ševce (1983, forgatókönyvíró is)
- Podfuk (1985)
- Egyérintő (Vracenky) (1991)
- Az eltűnt hercegkisasszony (Jak si zasloužit princeznu])' (1995, forgatókönyvíró is)
- Stříbrná paruka (2001, tv-sorozat)